# Horizonte
Horizonte is een gemeente in de Braziliaanse deelstaat Ceará. De gemeente telt 54.362 inwoners (schatting 2009).
De gemeente grenst aan Aquiraz, Cascavel, Pacajus, Guaiuba en Itaitinga.